# Lola Albright

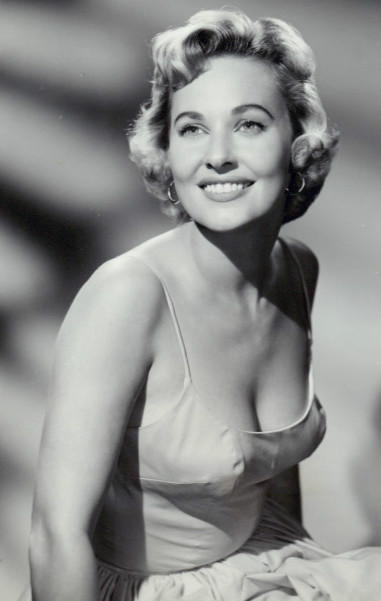
Lola Albright (1959)

Lola Albright (* 20. Juli 1924 in Akron, Ohio; † 23. März 2017 in Toluca Lake, Kalifornien) war eine US-amerikanische Schauspielerin und Sängerin.

## Leben
Lola Albright arbeitete als Model, als sie nach Hollywood ging, um dort eine Filmkarriere zu beginnen. 1947 hatte sie ihren ersten Kurzauftritt in Henry Kosters Tanzfilm Tanz ohne Ende. Ihre erste wichtige Nebenrolle spielte sie 1949 in Mark Robsons Zwischen Frauen und Seilen an der Seite von Kirk Douglas. In den nächsten zehn Jahren spielte sie vor allem Nebenrollen und hatte erste Auftritte in Fernsehserien. Größere Bekanntheit erlangte sie mit der Rolle der Freundin von Titelheld Peter Gunn in der gleichnamigen Krimiserie. Sie spielte diese Rolle von 1958 bis 1961 in 85 Episoden und erhielt 1959 eine Emmy-Award-Nominierung für diese Arbeit. Ihre daraus resultierende Popularität verdankte sie der Aufnahme einer Schallplatte mit Liedern von Henry Mancini, der auch die Filmmusik zu Peter Gunn geschrieben hatte. Die LP erschien 1959.
In den 1960er Jahren erhielt sie dann auch größere Filmrollen. Bei der Berlinale 1966 wurde sie für ihre Rolle in Mollymauk, der Wunderknabe von George Axelrod mit dem Silbernen Bären ausgezeichnet. Lola Albright spielte noch bis Anfang der 1980er Jahre in Fernsehserien und zog sich dann aus dem Filmgeschäft zurück.
Lola Albright war dreimal verheiratet. Erstmals von 1944 bis 1949 mit dem Ansager Warren Dean, dann von 1952 bis 1958 mit dem Schauspieler Jack Carson und von 1961 bis 1975 mit dem Pianisten Bill Chadney. Sie starb am 23. März 2017 im Alter von 92 Jahren in Toluca Lake, Los Angeles.

## Diskografie
- 1957: Lola Wants You (Kern)
- 1959: Dreamsville (Columbia)

## Filmografie (Auswahl)
- 1947: Tanz ohne Ende (The Unfinished Dance)
- 1948: Der Pirat (The Pirate)
- 1948: Osterspaziergang (Easter Parade)
- 1949: Zwischen Frauen und Seilen (Champion)
- 1949: Tulsa
- 1949: Venus am Strand (The Girl from Jones Beach)
- 1950: Beauty on Parade
- 1950: Cowboyrache in Oklahoma (Sierra Passage)
- 1953: Die silberne Peitsche (The Silver Whip)
- 1955: Die zarte Falle (The Tender Trap)
- 1955: Die Nacht gehört uns (The Magnificent Matador)
- 1955–1957: Alle lieben Bob (The Bob Cummings Show; Fernsehserie, 7 Folgen)
- 1957: Das Geheimnis des steinernen Monsters (The Monolith Monsters)
- 1957: Die Attacke am Rio Morte (Pawnee)
- 1958–1961: Peter Gunn (Fernsehserie, 85 Folgen)
- 1960: Kalter Wind im August (A Cold Wind in August)
- 1961: Kein Fall für FBI (The Detectives, Fernsehserie, 1 Folge)
- 1962: Kid Galahad – Harte Fäuste, heiße Liebe (Kid Galahad)
- 1964: Wie Raubkatzen (Les Félins)
- 1965–1966: Peyton Place (Fernsehserie, 14 Folgen)
- 1965/1967: Bonanza (Fernsehserie, 2 Folgen)
- 1966: Mollymauk, der Wunderknabe (Lord Love a Duck)
- 1967: Der Weg nach Westen (The Way West)
- 1968: Die unverbesserlichen Drei (The Helicopter Spies)
- 1968: Als das Licht ausging (Where Were You When the Lights Went Out?)
- 1968: Alles was verboten ist (The Impossible Years)
- 1973: Einsatz in Manhattan (Fernsehserie, 1 Folge)
- 1976: Columbo: Mord im Bistro (Fade in to Murder; Fernsehreihe)
- 1978: Die Zwei mit dem Dreh (Fernsehserie, 1 Folge)
- 1981: Der unglaubliche Hulk (Fernsehserie, 2 Folgen)
- 1984: Airwolf (Fernsehserie, 1 Folge)